# إسقاط متساوي المستطيلات

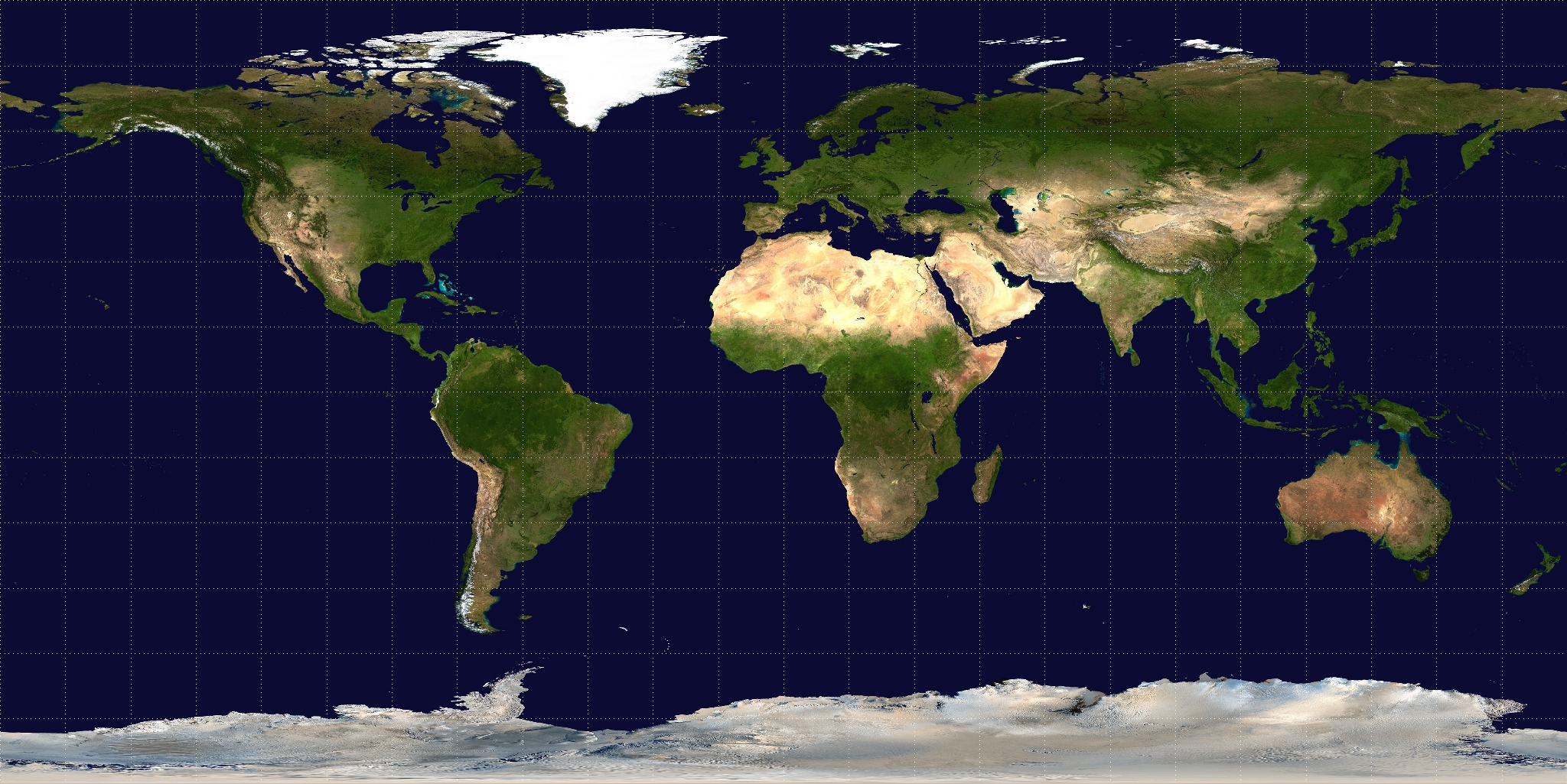
الأرض كما ترسم بواسطة الإسقاط متساوي المستطليلات. يؤخذ خط الاستواء كمرجع للخطوط المتوازية

الإسقاط متساوي المستطيلات، أو إسقاط الاسطوانات المتساوية التباعد أو الإسقاط الجغرافي، هو أبسط أشكال رسم الخرائط عزى بطليموس أصله إلى مارينوس الصوري في حوالي 100 م. تكون خطوط زوال في هذا الإسقاط أفقية وعامودية مستقيمة تفصلها مسافات متساوية. يعبر عن هذا الإسقاط بالطريقة الحديثة كما يلي:
{\displaystyle (\lambda ,\phi )\mapsto \left(\lambda \cos \phi _{1},\phi \right)}
حيث {\displaystyle \lambda } هي الإحداثيات العرضية لخط الزوال المتوسط لهذا الإسقاط، و{\displaystyle \phi } هي الإحداثيات الطولية، و{\displaystyle \phi _{1}\,} هي المتوازيات المعيارية (شمال وجنوب الاستوائي) حيث يكون مقياس الإسقاط حقيقيا. ويعتبر إسقاط «بلات كارييه» (بالفرنسية: plate carrée وتعني المسطح والمربع) حالة خاصة من هذا الإسقاط حيث تكون قيمة {\displaystyle \phi _{1}\,} صفرا.
لا يعطي هذا الإسقاط تمثيلا صحيحا للمساحات ولا للزوايا. وبسبب التغييرات التي يحدثها هذا الإسقاط على الشكل الحقيقي للخريطة فإن نادرا ما يستخدم للأغراص الملاحية أو لتخطيط الأراضي (مسح الأرض) ويقتصر استخدامها بشكل أساسي على رسم الخرائط التعليمية والتوضيحية. وبشكل خاص، أصبحت هذه الطريقة في رسم الخرائط الطريقة المعيارية في برامج الحاسوب التي تعرض خرائط العالم، مثل سيليستيا وناسا وورلد ويند وغوغل إيرث، بسب سهولة الربط بين نقاط الصورة والموقع الجغرافي.

## طالع أيضًا
- قائمة إسقاطات الخرائط